# Houten
Houten este o comună și o localitate în provincia Utrecht, Țările de Jos. 

## Localități componente
Houten, 't Goy, Schalkwijk, Tull en 't Waal.